# Cabinet royal portugais de lecture
Le Cabinet royal portugais de lecture (en portugais : Real Gabinete Português de Leitura) est une bibliothèque et une institution culturelle lusophone, située dans la rue Luís de Camões, au numéro 30, dans le centre de la ville de Rio de Janeiro, au Brésil. Il est répertorié par l'Institut d'État du Patrimoine Culturel. Élu quatrième plus belle bibliothèque du monde par le magazine Time, le Cabinet possède la plus grande collection de littérature portugaise en dehors du Portugal.

## Histoire
L'institution a été fondée en 1837 par un groupe de quarante-trois immigrants portugais réfugiés politiques, afin de promouvoir la culture au sein de la communauté portugaise de la capitale de l'empire du Brésil. Il s'agissait de la première association fondée par cette communauté dans la ville. 
Le bâtiment du siège actuel, conçu par l'architecte portugais Rafael da Silva e Castro, a été érigé entre 1880 et 1887 dans un style néo-manuélin. Ce style architectural évoque le style gothique-Renaissance exubérant en vigueur à l'époque des découvertes portugaises, nommé manuélin au Portugal pour avoir coïncidé avec le règne du roi Manuel (1495-1521). 
L'empereur Pedro II (1831-1889) a posé la première pierre de l'édifice le 10 juin 1880, et sa fille, Isabel, princesse impériale du Brésil, ainsi que son mari, le prince Gaston, comte d'Eu, l'ont inauguré le 10 septembre 1887. 

### Architecture

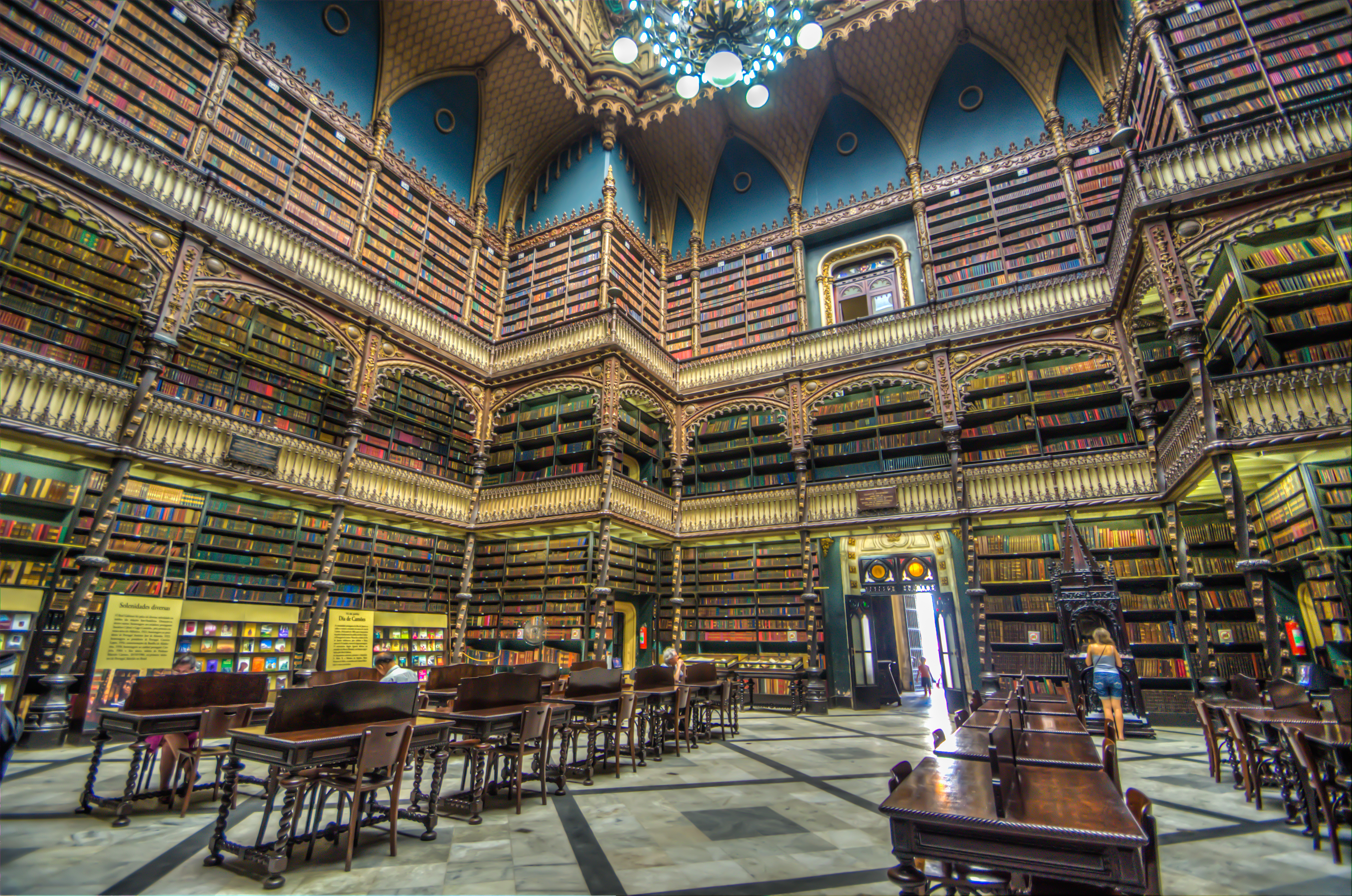
Salle de lecture.

La façade, inspirée du monastère des Hiéronymites de Lisbonne, a été réalisée par Germano José Salle en pierre de Lisbonne à Lisbonne et transportée par bateau à Rio. Les quatre statues qui la décorent représentent respectivement Pedro Álvares Cabral, Luís de Camões, Infante D. Henrique et Vasco da Gama. Les médaillons de la façade représentent respectivement les écrivains Fernão Lopes, Gil Vicente, Alexandre Herculano et Almeida Garrett. 
L'intérieur suit également le style néo-manuélien sur les couvertures, les bibliothèques en bois pour les livres et les mémoriaux. Le plafond de la salle de lecture a un beau lustre et un puits de lumière en structure de fer, le premier exemple de ce type d'architecture au Brésil. La salle possède également un beau monument d'argent, d'ivoire et de marbre (l'Autel de la Patrie), de 1,7 mètre de hauteur, qui célèbre le temps des découvertes, réalisées dans la Casa Reis & Filhos à Porto par l'orfèvre António Maria Ribeiro, et acquis en 1923 par le Cabinet Royal. 

### Ouverture au public et travaux

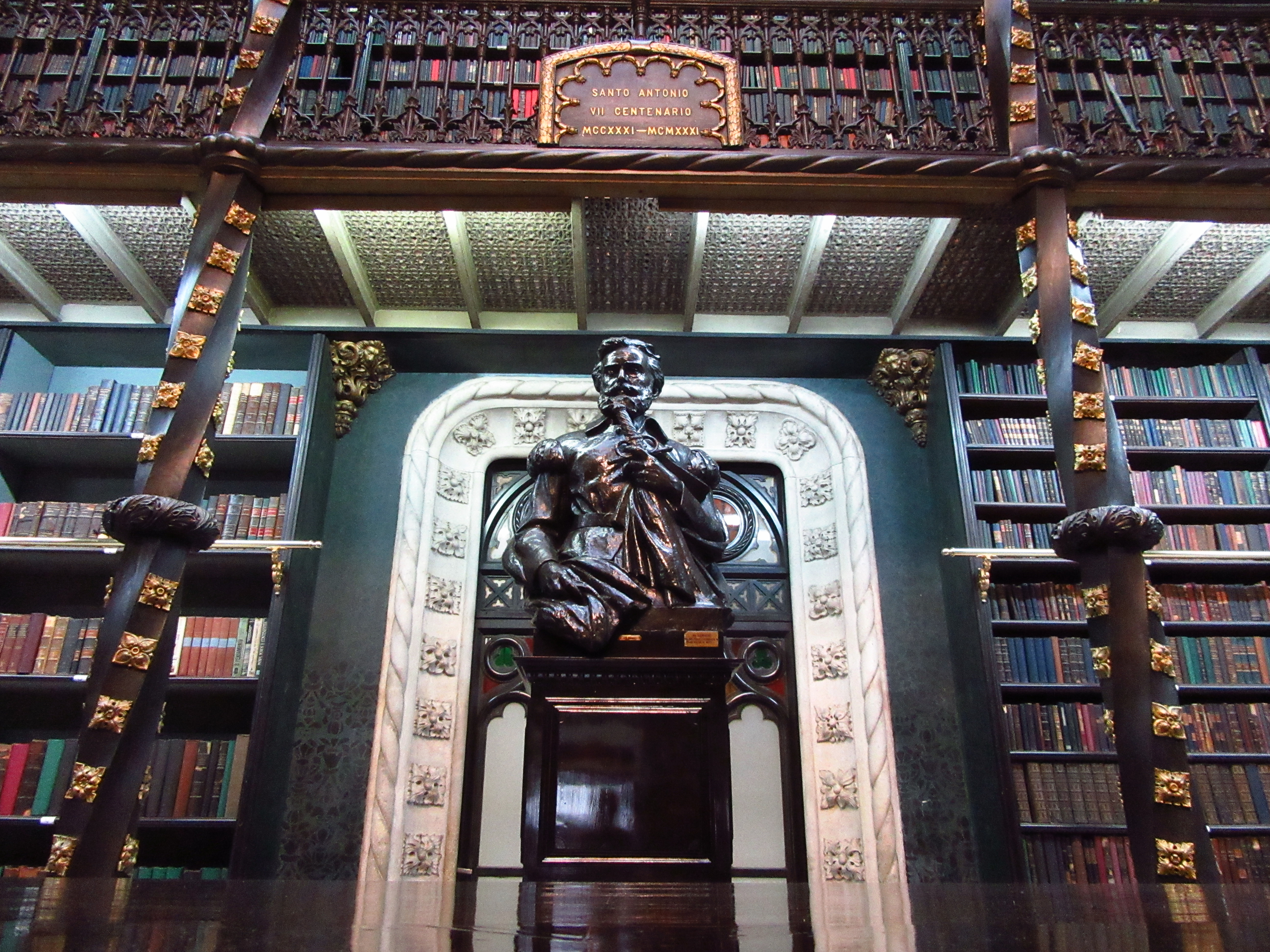
Statue de Pedro Álvares Cabral.

Ouverte au public depuis 1900, la bibliothèque du Cabinet Royal possède la plus grande collection d'œuvres portugaises hors du Portugal. Parmi les 350 000 volumes, nationaux et étrangers, se trouvent des œuvres rares comme une copie de l'édition "princeps" des Lusiades de Camões (1572), les Ordinations de D. Manuel (1521), les Capitolos de Cortes et Leys (1539), Verdadeira informaçam das terras do Preste Joam, segundo vio e escreveo ho padre Francisco Alvarez (1540), un manuscrit de la comédie "Tu, só tu, puro amor" de Machado de Assis, et bien d'autres. Chaque année, il reçoit environ six mille titres du Portugal. Il existe également une importante collection de peintures de José Malhoa, Carlos Reis, Oswaldo Teixeira, Eduardo Malta et Henrique Medina. Chaque jour, il reçoit en moyenne cent cinquante visiteurs. Parmi ses illustres visiteurs du passé, figurent les noms de Machado de Assis, Olavo Bilac et João do Rio[réf. nécessaire].   
Le Cabinet Royal publie le magazine Convergência Lusíada (semestriel) et promeut des cours de littérature, de langue portugaise, d'histoire, d'anthropologie et d'arts, destinés principalement aux étudiants universitaires. 
L'histoire de l'Académie brésilienne des lettres est liée à celle du Cabinet Royal, puisque les cinq premières sessions solennelles de l'Académie, sous la présidence de Machado de Assis, s'y sont tenues. 

### Titres et distinctions
Le 5 juillet 1946, le bâtiment est fait Officier de l'Ordre Militaire du Christ. Le 19 août 1947, il est nommé Commandeur de l'Ordre de la Béatitude ; le 9 avril 1981, il est élevé au rang de membre honoraire de l'Ordre militaire du Christ et, le 13 juillet 1990, il est nommé membre honoraire de l'Ordre militaire de Saint-Jacques de l'épée. 
En juillet 2014, la bibliothèque était classée à la 4e place parmi les 20 plus belles bibliothèques du monde selon le magazine Time. Le journal a souligné son histoire, son architecture et sa riche collection d'œuvres lusophones,.

## Galerie

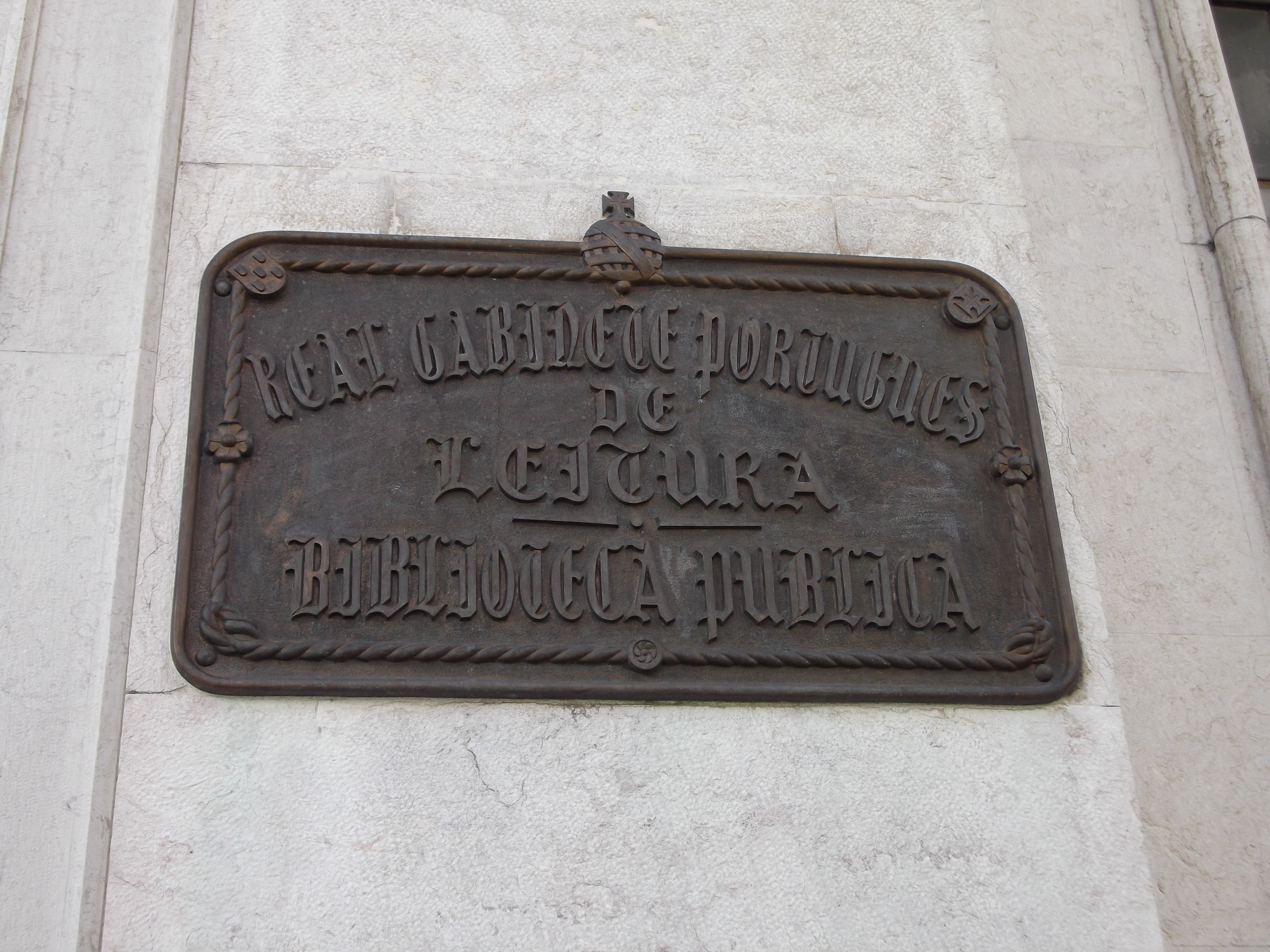
Plaque du Cabinet royal
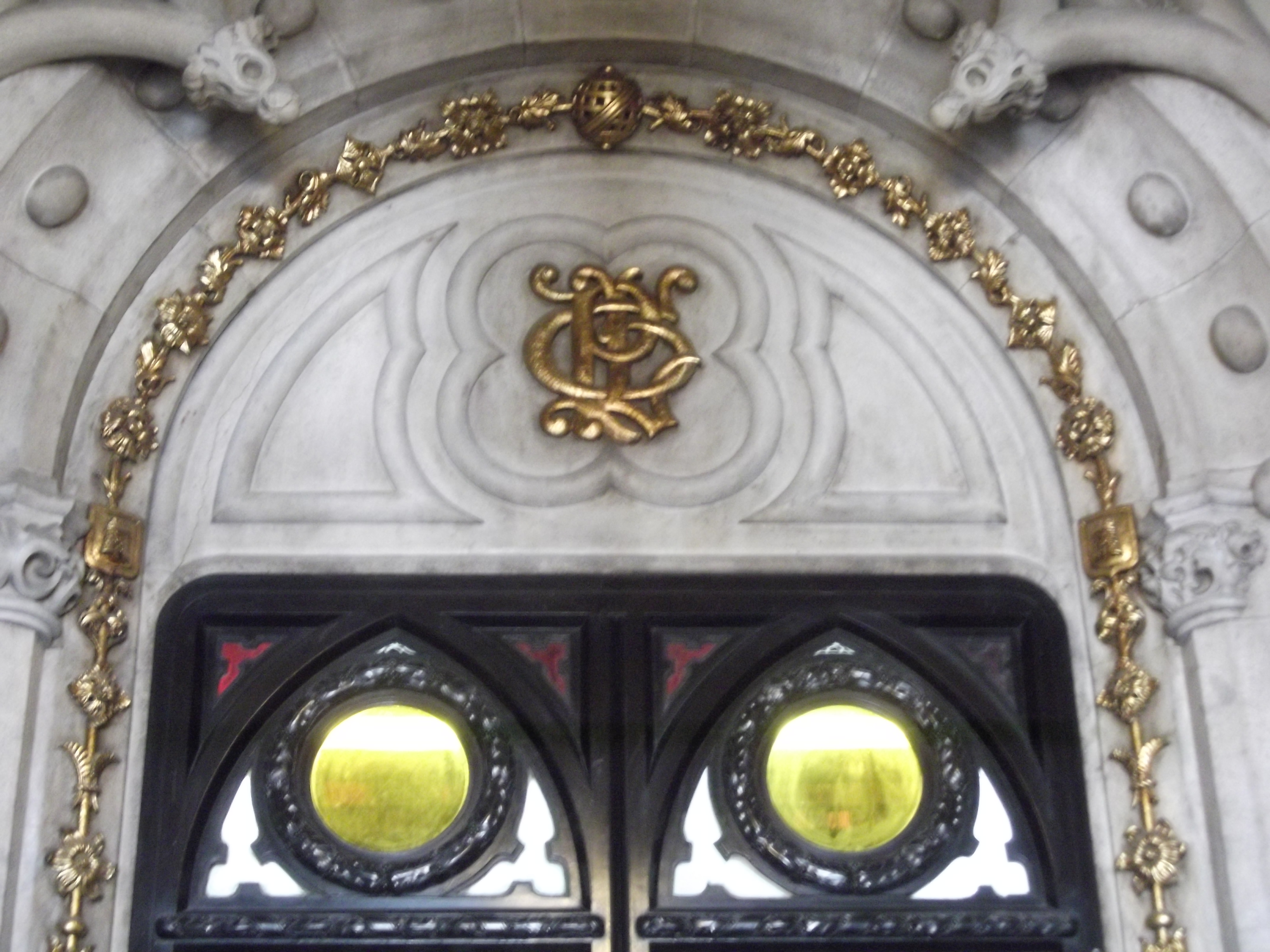
Monogramme du Cabinet royal
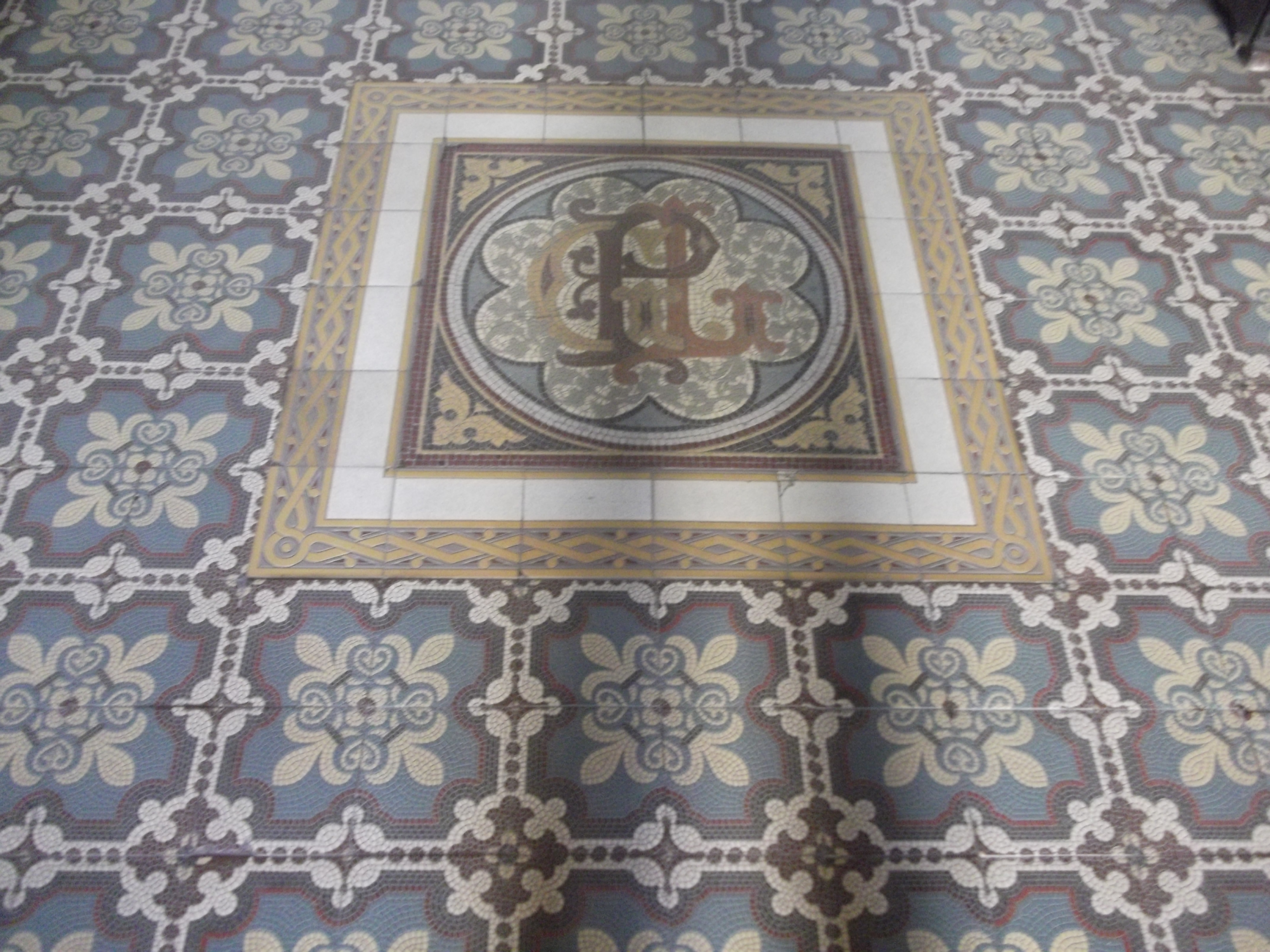
Plancher avec le logo du Cabinet Royal
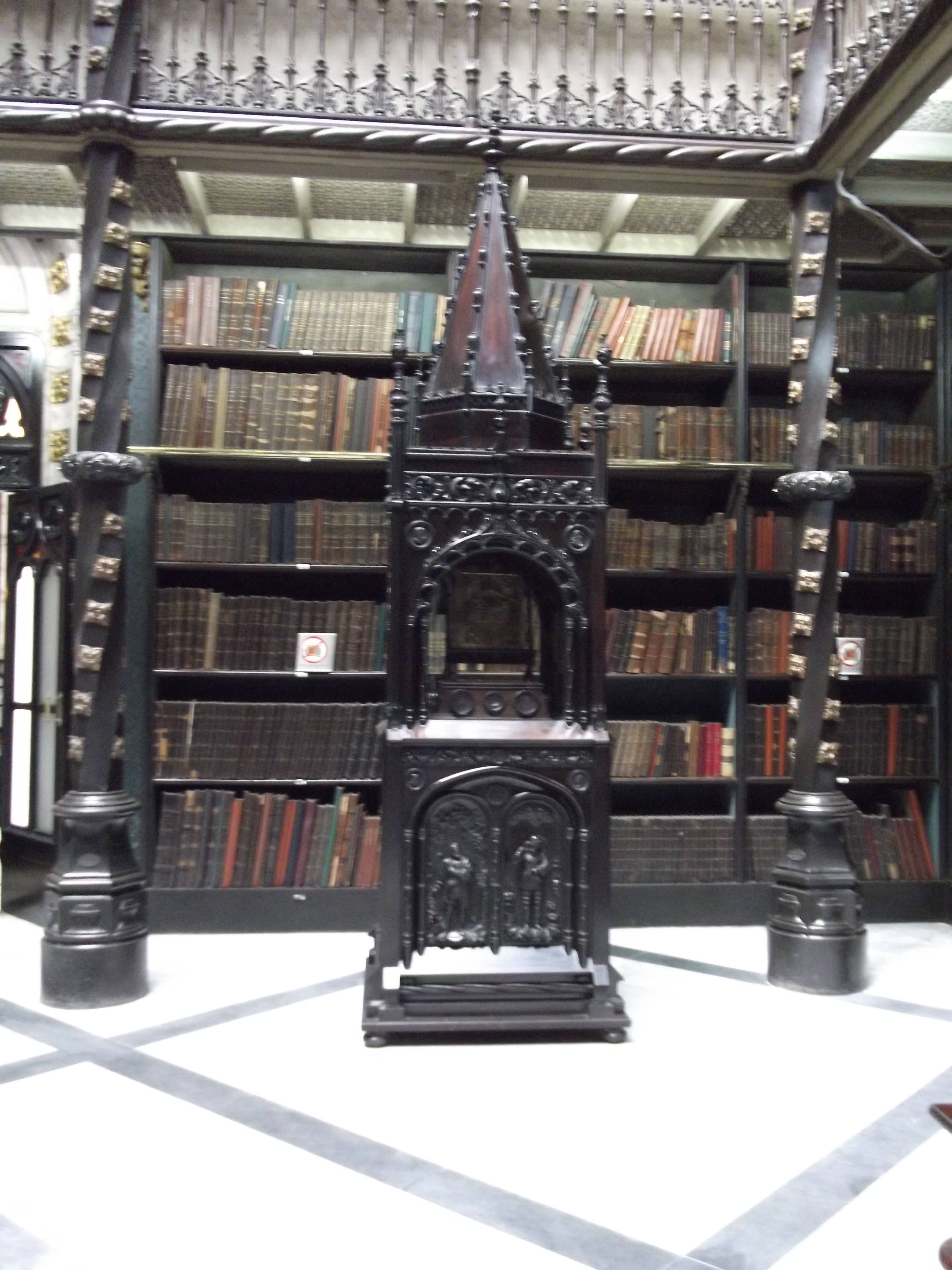
Entrepôt de la salle
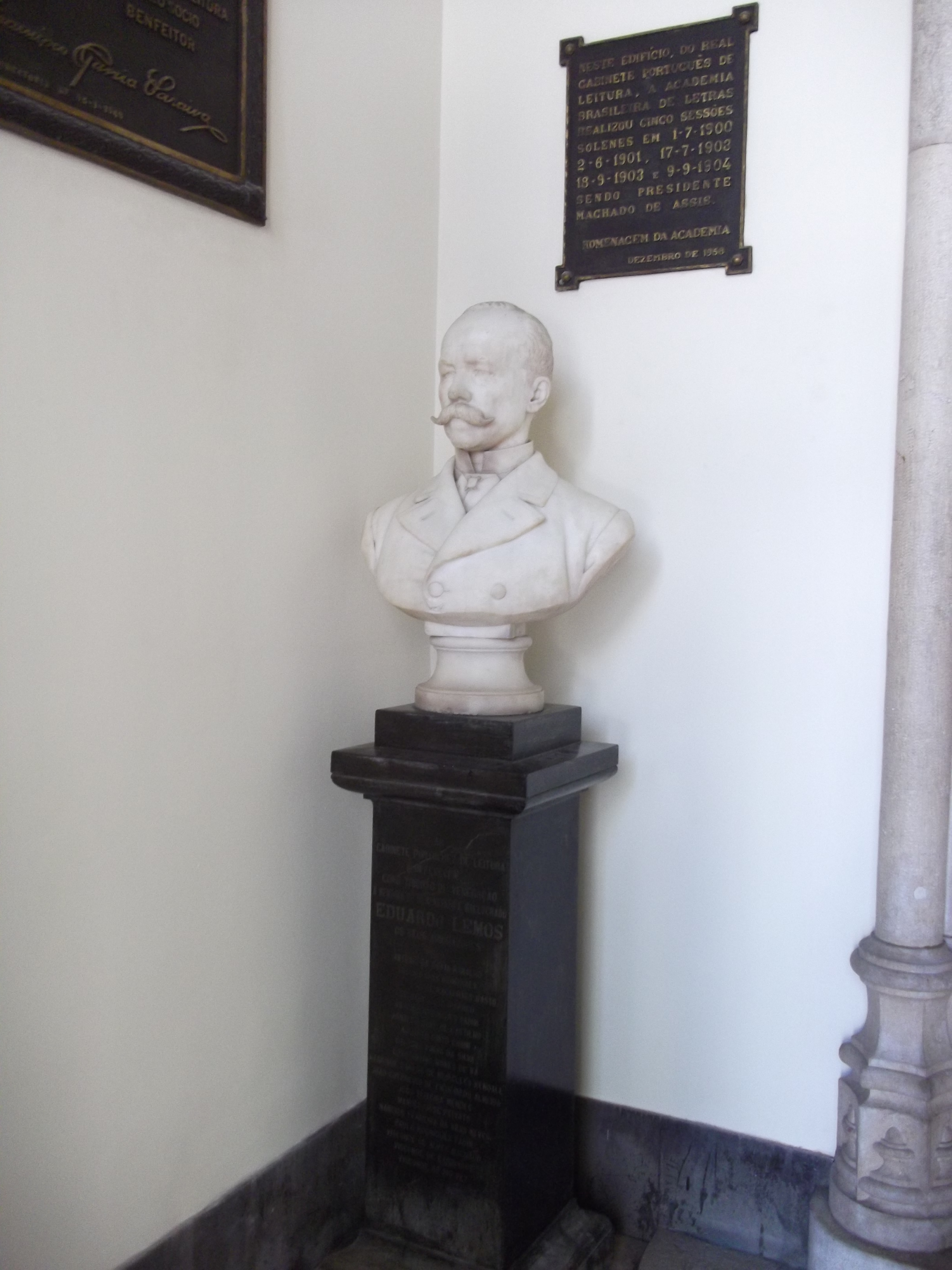
Buste d'Eduardo Lemos
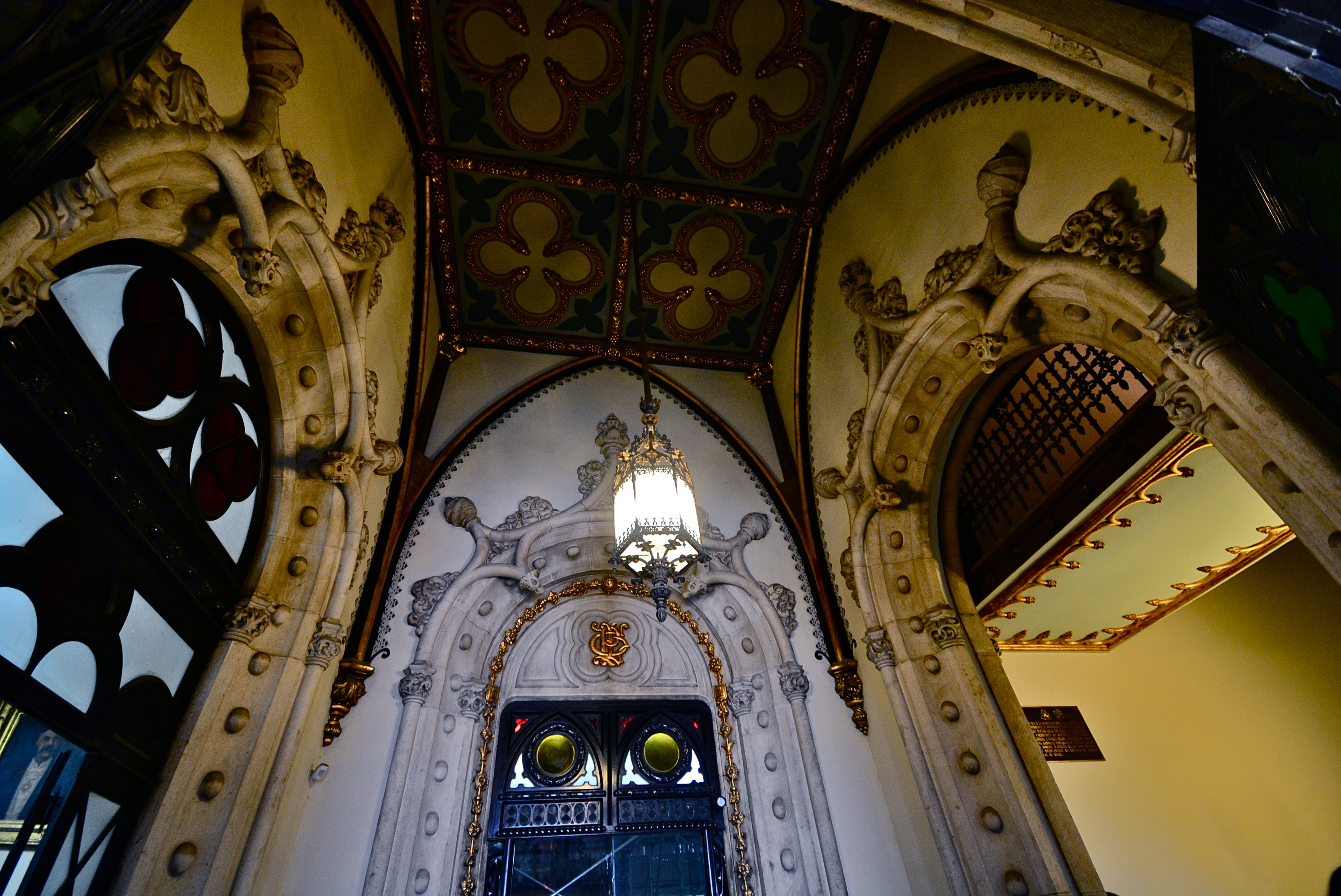
Détails de l'architecture
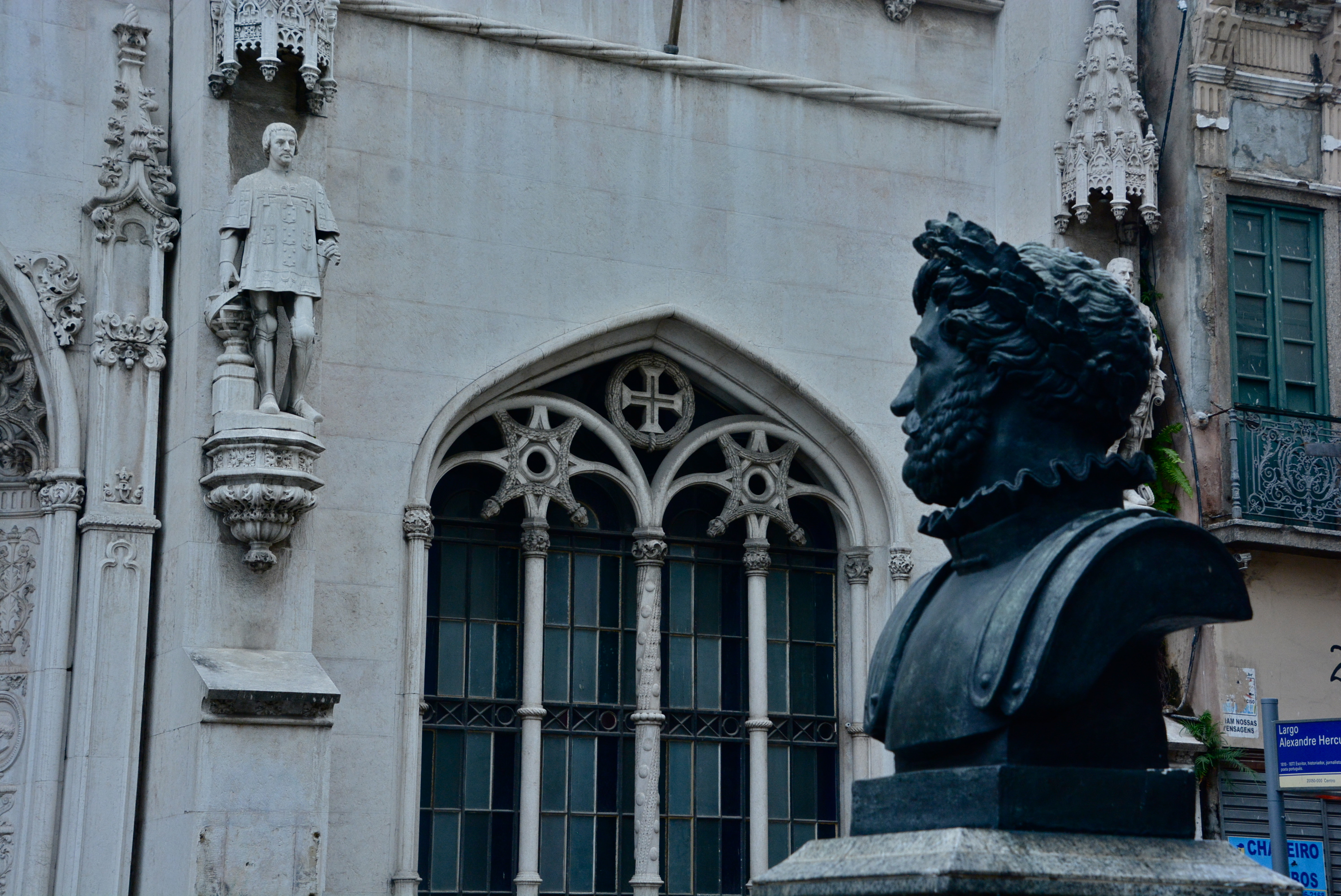
Statues et buste de Luís de Camõesat la façade
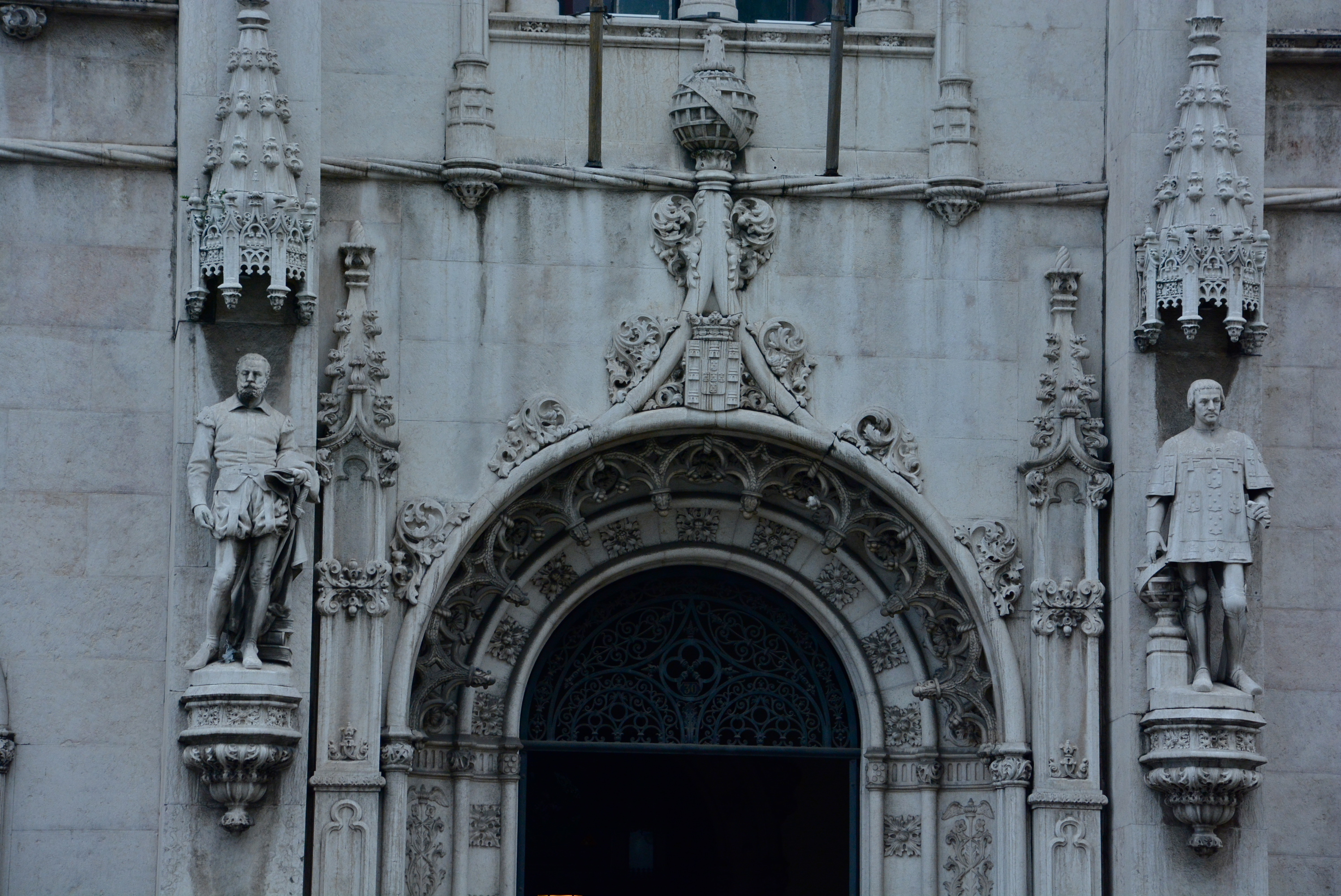
Statues de façade de Camões et du Prince Henri le Navigateur
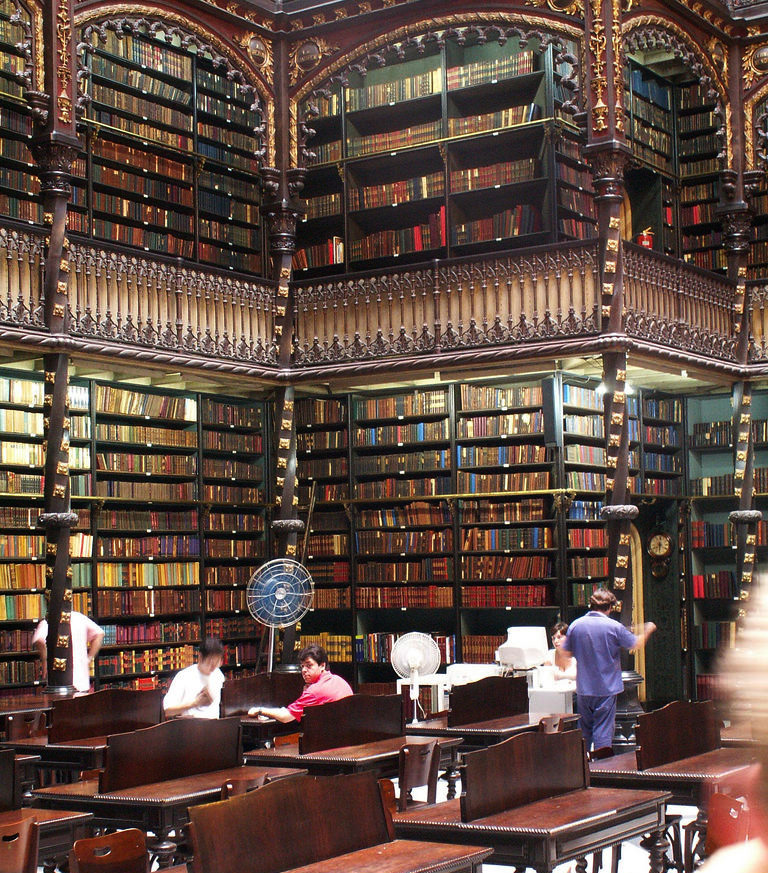
Salle de lecture
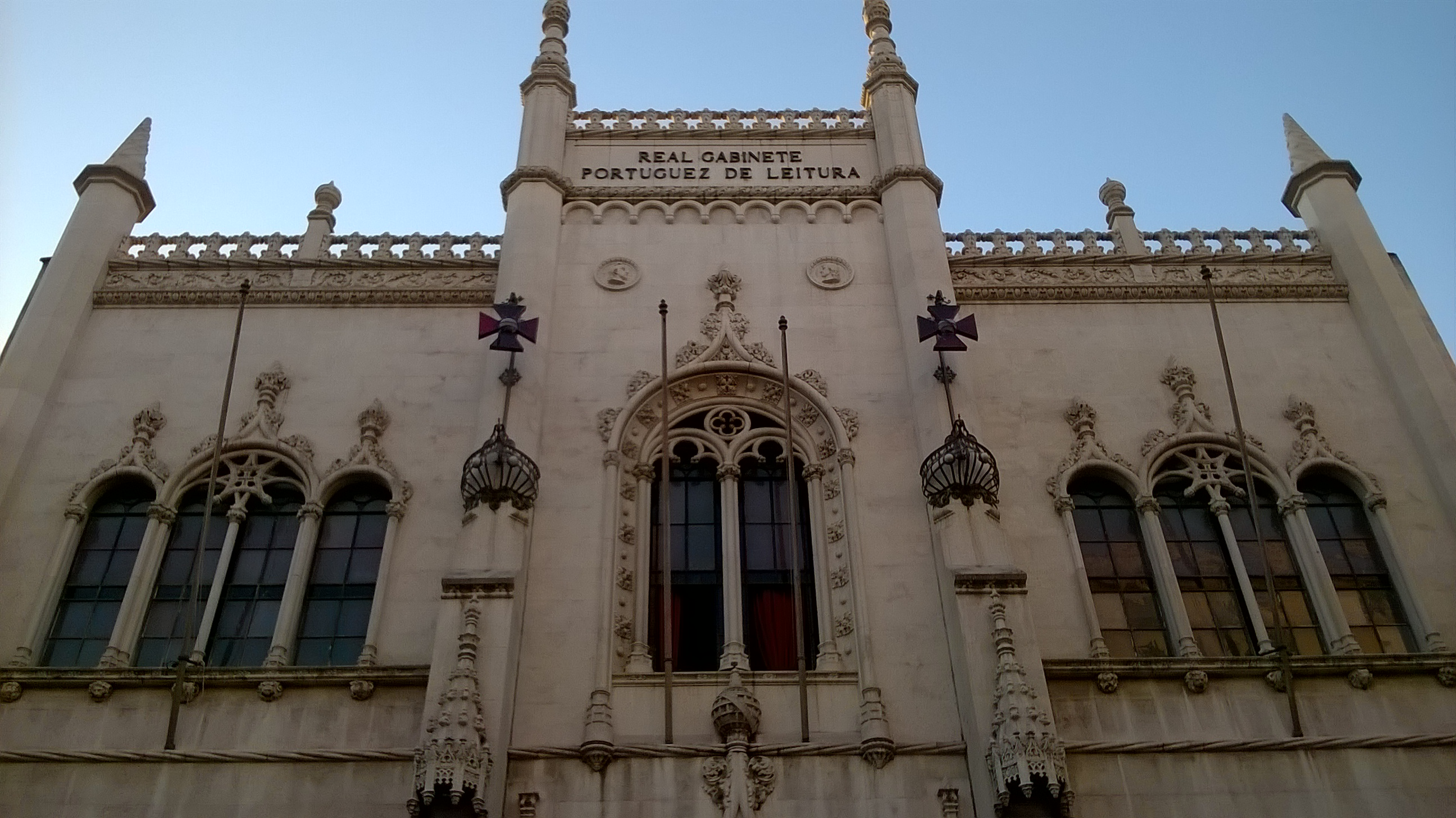
Détails de la façade supérieure du bâtiment
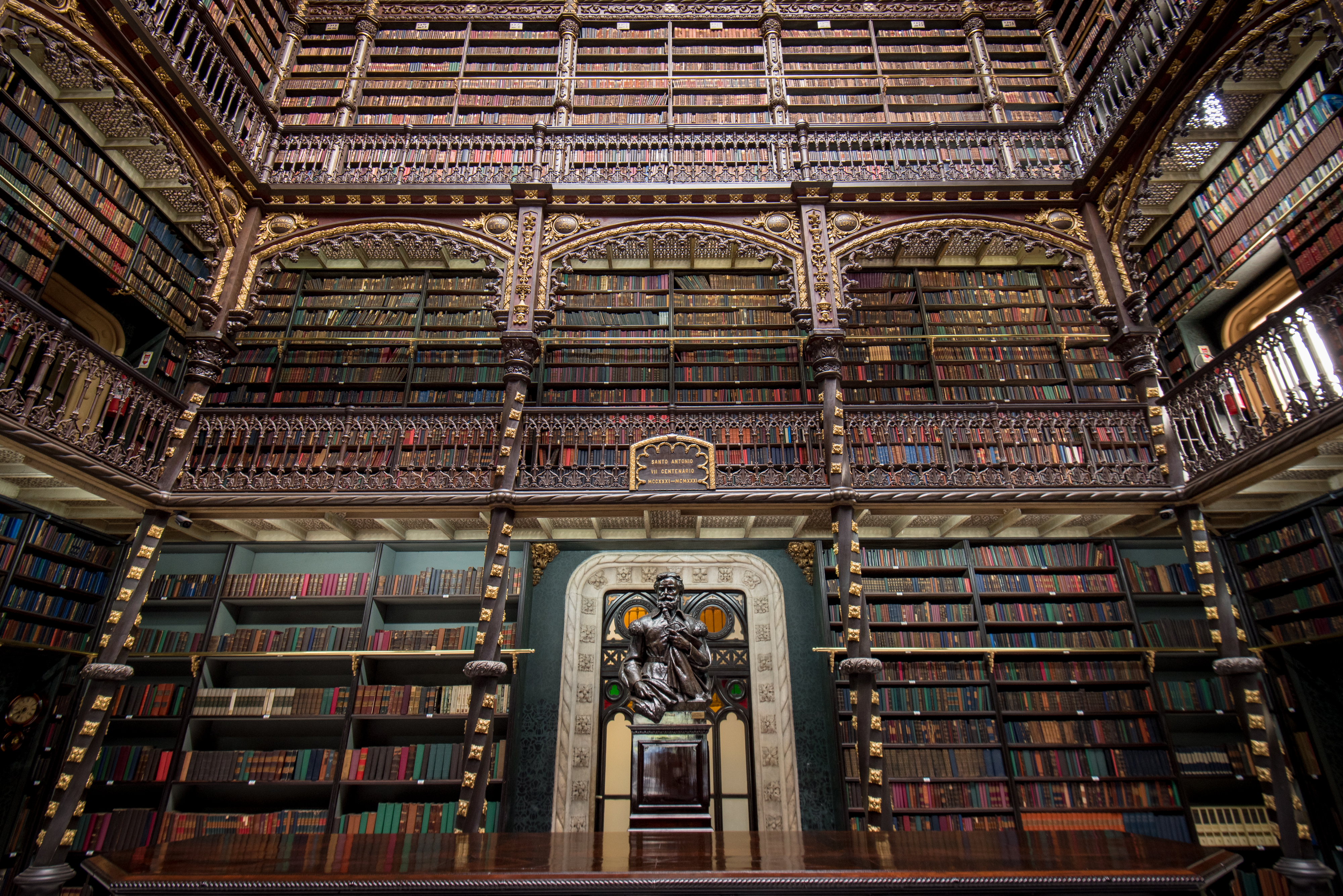
Lecture, avec la statue de Pedro Álvares Cabral. Février 2019.

## Dans la culture populaire
Le bâtiment historique a été loué pour la réalisation de films, de feuilletons et d'émissions de télévision tels que : 
- O Primo Basílio (1988), de Daniel Filho
- Os Maias (2001), de Luiz Fernando Carvalho
- Une samba pour Sherlock (2001), de Miguel Faria Jr.
- Mad Maria (2005), de Ricardo Waddington
- Vinicius (2005), de Miguel Faria Jr.